# Prosopocoilus sericeus
Prosopocoilus sericeus là một loài bọ cánh cứng trong họ Lucanidae. Loài này được Westwood mô tả khoa học năm 1844.